# Svartbåda (sydost om Borstö, Nagu)
Svartbåda är en ö nära Borstö i Nagu,  Finland.   Den ligger i Pargas stad i den ekonomiska regionen  Åboland  och landskapet Egentliga Finland. Ön ligger omkring 5 kilometer sydost om Borstö, omkring 41 kilometer söder om Nagu kyrka,  71 kilometer söder om Åbo och 170 km väster om Helsingfors. Närmaste allmänna förbindelse är förbindelsebryggan vid Borstö som trafikeras av M/S Nordep.